# ماريون تينسلي
ماريون تينسلي (بالإنجليزية: Marion Tinsley)‏ هو رياضياتي أمريكي، ولد في 3 فبراير 1927 في أوهايو في الولايات المتحدة، وتوفي في 3 أبريل 1995 في هيوستن في الولايات المتحدة بسبب سرطان البنكرياس.